# سیاه‌خروس دم‌سیخ
سیاه‌خروس‌های دم‌سیخ (نام علمی: Centrocercus) نام یک سرده از تیره قرقاولان است.

## گونه‌ها
دو گونه وجود دارد:
| نگاره | نام فارسی           | نام لاتین                 | نام انگلیسی          | پراکنش                                                    |
| ----- | ------------------- | ------------------------- | -------------------- | --------------------------------------------------------- |
|       | سیاه‌خروس دم‌سیخ بزرگ | Centrocercus urophasianus | Greater sage-grouse  | غرب ایالات متحده و جنوب آلبرتا و ایالت ساسکاچوآن، کانادا. |
|       | سیاه‌خروس دم‌سیخ کوچک | Centrocercus minimus      | Gunnison sage-grouse | جنوب غرب کلرادو و انتهای جنوب شرق یوتا                    |

جمعیت Mono Basin ممکن است گونه سوم باشد.